# Gombe (staat)
Gombe is een Nigeriaanse staat. De hoofdstad is Gombe, de staat heeft 2.539.235 inwoners (2007) en een oppervlakte van 18.768 km².

## Lokale bestuurseenheden
Er zijn elf lokale bestuurseenheden (Local Government Areas of LGA's). Elk LGA wordt bestuurd door een gekozen raad met aan het hoofd een democratisch gekozen voorzitter.
De lokale bestuurseenheden zijn:
| - Akko - Balanga - Billiri - Dukku - Funakaye - Gombe |  | - Kaltungo - Kwani - Nafada - Shomgom - Yamaltu/Deba |

Abia · Adamawa · Akwa Ibom · Anambra · Bauchi · Bayelsa · Benue · Borno · Cross River · Delta · Ebonyi · Edo · Ekiti · Enugu · Gombe · Imo · Jigawa · Kaduna · Kano · Katsina · Kebbi · Kogi · Kwara · Lagos · Nassarawa · Niger · Ogun · Ondo · Osun · Oyo · Plateau · Rivers · Sokoto · Taraba · Yobe · Zamfara
Federaal district: Federal Capital Territory